# Alida Heimbürger
Alida Lovisa Heimbürger, född 17 november 1839 i Gävle, död 3 maj 1921 i Sofia församling, Stockholm, var en svensk textilkonstnär.
Hon var dotter till konsuln Vilhelm Eckhoff och Louise Garberg och gift med civilingenjören Axel Heimbürger. Hon tjänstgjorde som handarbetslärare vid Åhlinska skolan i Stockholm 1872–1892. Från 1880 samarbetade hon med den då nystartade Ersta Diakonissanstalts Paramentavdelning och hon blev dess föreståndare från 1892 fram till sin död. Hennes konst består av mönstergivning av kyrklig textil.